# Amatl

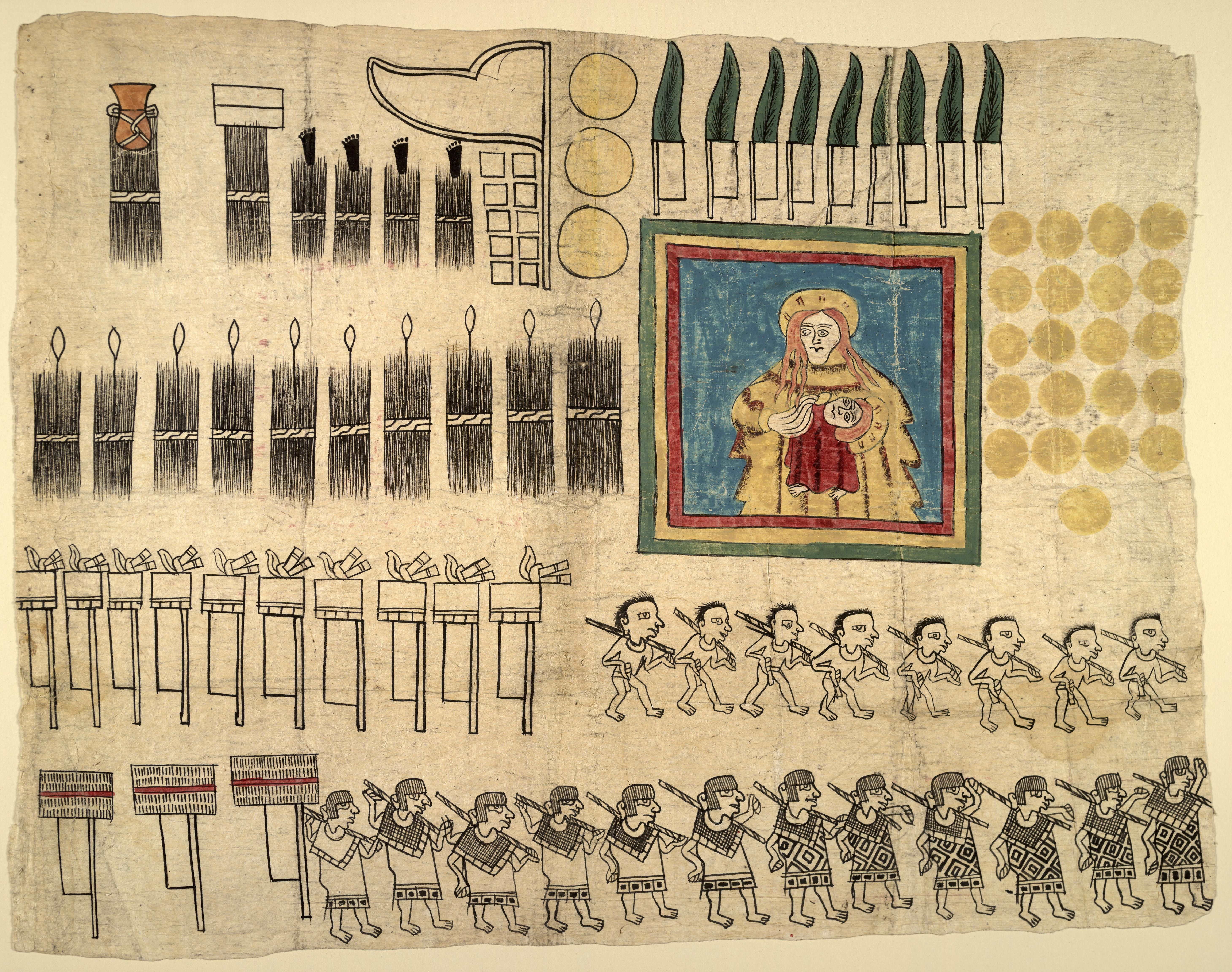
Stuk van de Huexotzinco Codex, afgedrukt op amatl.

Amatl (Nahuatl: āmatl, Spaans: amate of papel amate) is een vorm van papier dat werd gemaakt in het precolumbiaanse Meso-Amerikaanse tijdperk. Het papier wordt gemaakt door de binnenste bast van verschillende bomen te koken, met name de vijgenboom (genus Ficus) zoals de F. cotinifolia en F. padifolia. Het uiteindelijke materiaal werd vervolgens met een steen platgeslagen om het uit te rekken en om een enigszins delicaat papier te krijgen, wat lichtbruin van kleur was met golvende lijnen.
Het gebruik van amatl in Meso-Amerika gaat waarschijnlijk terug tot in de vroege formatieve periode van Meso-Amerikaanse chronologie, aan het begin van het 1e millennium voor Christus. Iconografie (in steen) uit die periode bevat illustraties van items die doen denken aan papier. Zo laat bijvoorbeeld het Olmeekse monument 52, uit San Lorenzo Tenochtitlán, illustraties zien van een persoon die versierd is met oorwimpels van gevouwen papier.

## Oorsprong van het woord
Hoewel de vervaardiging en het gebruik door Meso-Amerikaanse culturen gemeenschappelijk was, is het materiaal voornamelijk bekend bij zijn Nahuatl-naam, “amatl”. Het Spaanse woord amate komt direct voort uit de Nahuatlterm. In zowel het 16e-eeuwse als het eigentijdse Yucateeks Maya, noemt men het gelijkwaardige woord kopo (gemoderniseerde orthografie, verwijst ook terug naar oudere orthografie). In het klassiek Maya, de hoofdtaal die voorkomt in de meeste Mayahiërogliefen, is het woord voor “amatl” hoogstwaarschijnlijk “huun” (of “hun”) geweest, wat in de breedste zin van het woord ook wel “boek” of “bast” betekende.

## Gebruik
Het papier werd zowel religieus als seculier gebruikt. Het papier werd beschilderd door middel van een kwast en opgerold of gevouwen om op te slaan. Het werd gebruikt als een basismateriaal in de constructies van door diverse Meso-Amerikaanse culturen gevouwen boeken, inclusief de Mayacodices, Mixteekse codices en Azteekse codices.

## Amate als een moderne volkskunstvorm
Aan het begin van de 20e eeuw beginnen diverse Nahuastammen van Mexico met het ontwikkelen van amatltekeningen als een vorm van kunst, primair om te kunnen ruilen en om te verkopen aan toeristen of andere buitenstaanders. Tegenwoordig vindt men diverse voorbeelden door het hele zuidwesten van Mexico, in het bijzonder in de staten Guerrero, Oaxaca en Jalisco, en van lage waarde tot erg dure stukken op amatl om verhalende scènes uit te werken die een veel hogere prijs kunnen halen op de stadsmarkt en in de betere kunstgalerieën.
Net als de meeste folkloristische kunstvormen hebben maar weinig amatlkunstenaars individuele erkenning voor hun werk gekregen, de meeste stukken worden bijgeschaafd omdat ze een traditie van representativiteit volgen in plaats dat ze een individuele expressie weergeven. Een enkele uitzondering daargelaten, met name families die samen schilderen, waaronder Inocencio Jimenez en Felix Jimenez Chino, Marcial, Juan en Felix Camilo Ayala, en Roberto en Abraham Mauricio Salazar.

## Notitie
1. 1 2  Miller and Taube (1993, p.131)
2. ↑  Nahuatltalen werden onder andere gesproken door de Azteken. Ten tijde van de 16e-eeuwse Spaanse veroveringen diende klassiek Nahuatl als een lingua franca voor het grootste gedeelte van Centraal-Mexico en de omliggende regio’s. Later werden Nahuatltermen verder verspreid en populair door de verdere conquistadorexpedities.

## Lees ook
- Codex Espangliensis: Een moderne kunst codex afgedrukt op amatl papier.